# Karuna Amman
Vinayagamoorthi Muralitharan, mer känd under sitt nom de guerre Karuna, Colonel Karuna (överste Karuna) eller Karuna Amman, är en politiker och före detta gerillaledare i Sri Lanka. Karuna var gerillarörelsen LTTEs högste militäre befälhavare i östra Sri Lanka, tills han i april 2004 bildade en utbrytargrupp som under inbördeskrigets sista år bekämpades av LTTE. Utbrytargruppens officiella namn var Tamileela Makkal Viduthalai Puligal, men den kallades vanligtvis bara för Karuna-gruppen eller Karunas fraktion.
Karuna Amman utsågs till parlamentsledamot för den styrande koalitionen UFPA i oktober 2008. Utnämningen fick hård kritik av Amnesty International, som anser att han bör ställas inför rätta för krigsbrott.
Anledningen till Karunas splittring med LTTE var en intressekonflikt mellan tamilerna i östra och norra Sri Lanka. Många LTTE-medlemmar i öst ansåg att de var förfördelade, och Karuna Amman protesterade bland annat mot att tamiler från den norra delen av fick höga poster i LTTE:s administration i öst. Karuna har sagt i en intervju med BBC att ett oproportionerligt stort antal gerillasoldater från öst offrades på slagfältet, samtidigt som tamiler från norr kontrollerade LTTE:s organisation.
LTTE anklagade Sri Lankas regering för att skydda, hjälpa och beväpna Karunas fraktion, för att den skulle bekämpa LTTE. 
Karunas fraktion anklagades av FN för att rekrytera barnsoldater, och enligt FN:s särskilde rådgivare till FN:s representant för barn och väpnade konflikter, Allan Rock, hade regeringens styrkor assisterat Karunas fraktion vid tvångsrekrytering av barn.
Karuna greps den 2 november 2007 av polis i London och satt i fängelse i sex månader för brott mot Storbritanniens invandringslagar. Människorättsorganisationen Human Rights Watch uppmanade den brittiska regeringen att ställa honom inför rätta för brott mot de mänskliga rättigheterna, men han deporterades efter att ha avtjänat sitt fängelsestraff och återvände till Sri Lanka den 3 juli 2008.
Karuna var en av medlemmarna i LTTE:s förhandlingsteam vid fredsförhandlingarna mellan gerillan och regeringen 2002.